# Стрілевщина
Стріле́вщина — село в Україні,  у Зіньківській міській громаді Полтавського району Полтавської області. Населення відсутнє. До 2020 орган місцевого самоврядування — Покровська сільська рада.

## Географія
Село Стрілевщина знаходиться на відстані до 1,5 км від сіл Покровське, та Шкурпели. Село складається з 2-х частин, рознесених на 1 км. По селу протікає пересихаючий струмок з загатою. Поруч проходить автомобільна дорога Т 1706.

## Історія
12 червня 2020 року, відповідно до розпорядження Кабінету Міністрів України № 721-р «Про визначення адміністративних центрів та затвердження територій територіальних громад Полтавської області», село увійшло до складу Зіньківської міської громади.
19 липня 2020 року, в результаті адміністративно - територіальної реформи та ліквідації Зіньківського району, село увійшло до складу новоутвореного Полтавського району Полтавської області.